# Argopecten gibbus
Argopecten gibbus is een tweekleppigensoort uit de familie van de Pectinidae. De wetenschappelijke naam van de soort is voor het eerst geldig gepubliceerd in 1758 door Linnaeus.

Rechter klep
Linker klep